# Danny Granger
Danny Granger Jr. (nascut el 20 d'abril de 1983 a Nova Orleans, Louisiana) és un exjugador de bàsquet professional estatunidenc. Va jugar principalment als Indiana Pacers, i es va retirar el 2015 en no poder-se recuperar d'una lesió al genoll.

## Carrera esportiva

### Universitat
Granger va entrar a l'equip ideal de jugadors de primer any de la conferència de Missouri Valley jugant amb la Universitat de Bradley la temporada 2001–02, amb una mitjana d'11,1 punts i 7,1 rebots per partit. Després del primer semestre de la segona temporada va canviar, amb molt de soroll mediàtic, cap a la universitat de Nou Mèxic, quan portava una mitjana de 19,2 punts i 7,9 rebots per a Bradley. No va poder jugar amb Nou Mèxic fins al gener de 2004. Va explicar que la raó per el canvi era les tàctiques intimidatòries de l'entrenador Jim Les, que incloïen 'insults'.
En la seva carrera universitària Granger va aconseguir 19,5 punts per partit i també va ser el millor del seu equip en rebots (9,0 rebots per partit), recuperacions (1,32 per partit) i taps (1,41 per partit) en el seu tercer any durant la temporada 2003–04. Va convertir-se en el primer jugador de Nou Mèxic que liderava totes aquestes categories en la mateixa temporada i va aconseguir el premi al jugador més valuós. En el seu últim any com a universitari va tornar a liderar l'equip en diferents facetes del joc i va ser un altre cop MVP.

### NBA

#### Indiana Pacers: 2005-2014
Granger va ser seleccionat pels Indiana Pacers en la 17a posició del Draft de l'NBA del 2005. Ja en la seva primera temporada com a rookie, Granger va disputar 78 partits, amb un percentatge de 7.5 en punts i 4.9 rebots.
Per a la temporada 2006-07, amb la marxa de Pedja Stojakovic i l'arribada d'Al Harrington, Granger va passar a ser l'aler titular dels Pacers, sent posteriorment sisè home. Però el gener de 2007, amb el traspàs de Harrington a Golden State Warriors, Granger va augmentar la seva presència i prestacions envers l'equip, fent de mitjana 13,9 punts per partit.
En la temporada 2007-08, Granger ja feia 19 punts per partit, i l'octubre de 2008, els Pacers van estendre el seu contracte per 5 anys, cobrant gairebé 10 milions de dòlars que anirien ascendint des de la temporada 2009-10 fins a la 2013-14, que passaria a convertir-se en agent lliure.
Per a la 2008-09, Granger va batre el seu rècord personal marcant 42 punts en un partit contra Detroit Pistons el desembre del 2008, la qual cosa repetiria el gener del 2009 contra Golden State. Aquest mes es va anunciar la seva inclusió a l'All-Star Game de l'NBA 2009, integrant els reserves de la Confederació Est. Per al final de temporada, Granger havia augmentat moltíssim el seu rendiment en les seves 4 temporades com a professional.
Però la següent temporada va ser molt més desafortunada, les lesions el van llastar, però això no va impedir que tornés a batre el seu rècord de punts, en anotar 44 punts contra Utah Jazz.
L'estiu de 2010, Granger va ser convocat per la selecció de bàsquet dels Estats Units per al Mundial de Turquia 2010, que els americans van guanyar vencent a Turquia, els amfitrions, a la final.

#### Los Angeles Clippers (2014)
El 20 de febrer de 2014, Granger fou traspassat, juntament amb una opció de la segona ronda del draft de 2015, als Philadelphia 76ers a canvi d'Evan Turner i Lavoy Allen. Va rescindir el contracte amb els 76ers el 26 de febrer, i al cap de dos dies va signar amb els Los Angeles Clippers per la resta de la temporada.

#### Miami Heat (2014–2015)
El 14 de juliol de 2014, Granger va signar amb els Miami Heat. El 19 de febrer de 2015, fou traspassat als Phoenix Suns en un acord entre tres equips que també implicava els New Orleans Pelicans. No obstant, degut als problemes de genoll, no va arribar a debutar amb els Suns durant la temporada 2014–15. El 9 de juliol de 2015, fou traspassat als Detroit Pistons, juntament amb Reggie Bullock i Marcus Morris, a canvi d'una elecció a la segona ronda del draft de 2020. Va passar la pretemporada a Arizona fent rehabilitació de les lesions al genoll i al peu, i el 26 d'octubre de 2015, els Pistons van renunciar al seu contracte.

## Vida privada
Granger va créixer en un ambient religiós de testimonis de Jehovà. El seu germà petit, Scotty, és músic i compositor. Granger és besnebot de la "Reina del Gospel", Mahalia Jackson.
Granger té dona i tres fills.
Granger es va implicar en la campanya "Dribla per Aturar la Diabetis" a causa de la seva història familiar amb la diabetis.
A part de jugar, cap al final de la seva carrera esportiva, Granger va fundar una empresa d'inversions immobiliàries.
El gener de 2017, Granger va començar a treballar com a analista de partits per la CBS Sports.